# Ideue Aszako
Ideue Aszako (井手上 麻子; Hepburn: Ideue Asako) (Kagosima prefektúra, 1987. május 5. –) japán válogatott labdarúgó.

## Klub
A labdarúgást a TEPCO Mareeze csapatában kezdte. 2011-ben a Nippon TV Beleza csapatához szerződött. 2012-ben a Vegalta Sendai csapatához szerződött. 2015-ben vonult vissza.

## Nemzeti válogatott
2010-ben debütált a japán válogatottban. A japán válogatottban 1 mérkőzést játszott.

## Statisztika
| Japán válogatott | Japán válogatott | Japán válogatott |
| Időszak          | Mérk.            | gól              |
| ---------------- | ---------------- | ---------------- |
| 2010             | 1                | 0                |
| Összesen         | 1                | 0                |